# Capo Froward
Capo Froward è il punto più meridionale della massa continentale del Sudamerica. È situato nella penisola di Brunswick in territorio cileno, nella provincia di Magallanes, 90 km a sud della città di Punta Arenas. Lo stretto di Magellano lo separa dall'arcipelago della Terra del Fuoco.
Fu scoperto nel 1587 dal navigatore e corsaro inglese Thomas Cavendish, che lo chiamò così per il suo aspetto ostile (la parola inglese froward può essere tradotta con ostile, ingestibile).
Vi si trova un faro e la Cruz de los Mares, una grande croce metallica a struttura tubolare alta circa 50 metri, inaugurata nell'aprile 1987 in omaggio al viaggio apostolico di papa Giovanni Paolo II in Cile. Questa croce ne ha sostituito altre che erano state costruite sul posto dagli inizi del XX secolo.